# Liste des épisodes de FBI : Duo très spécial
Cet article présente la liste des épisodes de la série télévisée américaine FBI : Duo très spécial (White Collar).

## Panorama des saisons
| Saison | Nombre d’épisodes | Diffusion originale sur USA Network | Diffusion originale sur USA Network | Diffusion originale sur USA Network | Dates de sortie DVD et disques Blu-ray | Dates de sortie DVD et disques Blu-ray | Dates de sortie DVD et disques Blu-ray |
| Saison | Nombre d’épisodes | Années                              | Début de saison                     | Fin de saison                       | Zone 1                                 | Zone 2                                 | Zone 4                                 |
| ------ | ----------------- | ----------------------------------- | ----------------------------------- | ----------------------------------- | -------------------------------------- | -------------------------------------- | -------------------------------------- |
| 1      | 14                | 2009-2010                           | 23 octobre 2009                     | 9 mars 2010                         | 13 juillet 2010                        | 26 juillet 2010                        | 18 août 2010                           |
| 2      | 16                | 2010-2011                           | 13 juillet 2010                     | 8 mars 2011                         | 7 juin 2011                            | 18 février 2013                        | 8 février 2012                         |
| 3      | 16                | 2011-2012                           | 7 juin 2011                         | 28 février 2012                     | 5 juin 2012                            | indéterminée                           | 11 décembre 2013                       |
| 4      | 16                | 2012-2013                           | 10 juillet 2012                     | 5 mars 2013                         | 8 octobre 2013                         | indéterminée                           | 25 juin 2014                           |
| 5      | 13                | 2013-2014                           | 17 octobre 2013                     | 30 janvier 2014                     | indéterminées                          | indéterminées                          | indéterminées                          |
| 6      | 6                 | 2014                                | 6 novembre 2014                     | 18 décembre 2014                    | indéterminées                          | indéterminées                          | indéterminées                          |

## Liste des épisodes

### Première saison (2009-2010)
La première saison, composée de quatorze épisodes en version originale et de quinze en version française, a été diffusée du 23 octobre 2009 au 9 mars 2010 sur USA Network, aux États-Unis.
1. Attrape-moi si tu peux (Pilot )
2. Haute-Couture (Threads)
3. Le Livre d'heures (Book of Hours)
4. De l'or sur les mains (Flip of the Coin)
5. La Jeune Fille au médaillon (The Portrait)
6. Dominos (All In)
7. Le Diamant rose (Free Fall)
8. Le Faiseur de pluie (Hard Sell)
9. La Boîte à musique (Bad Judgment)
10. Charité bien ordonnée… (Vital Signs)
11. Les Éléphants de l'empereur (Home Invasion)
12. La Bouteille de Franklin (Bottlenecked)
13. La Rançon (Front Man)
14. Opération mentor (Out of the Box)

### Deuxième saison (2010-2011)
Le 13 juillet 2010, la série a été renouvelée pour une deuxième saison de seize épisodes. Elle a été diffusée du 13 juillet 2010 au 8 mars 2011 sur USA Network, aux États-Unis.
1. L’Architecte (Withdrawal)
2. Arnaques et Politique (Need to Know)
3. Le Copieur (Copycat Caffrey)
4. Le Craquement d’une brindille (By the Book)
5. Les Bons Samouraïs (Unfinished Business)
6. Coup de poker (In the Red)
7. Le Dilemme du prisonnier (Prisoner's Dilemma)
8. Vengeance ou Justice (Company Man)
9. À bout portant (Point Blank)
10. Les Sept Mercenaires (Burke's Seven)
11. Saint-Georges et le Dragon (Forging Bonds)
12. Le Rubis Mandalay (What Happens in Burma)
13. Les vieux escrocs ne meurent jamais (Countermeasures)
14. Pis-Aller (Payback)
15. Blackout (Power Play)
16. Le Trésor de Priam (Under the Radar)

### Troisième saison (2011-2012)
Le 27 septembre 2010, la série a été renouvelée pour une troisième saison de seize épisodes. Elle a été diffusée du 7 juin 2011 au 28 février 2012 sur USA Network, aux États-Unis.
1. Lolana (On Guard)
2. Les Testaments (Where There's a Will)
3. Protection rapprochée (Deadline)
4. Le Dentiste de Détroit (Dentist of Detroit)
5. La Veuve noire (Veiled Threat)
6. Robin des bacs à sable (Scott Free)
7. Le Vautour (Talking Account)
8. Bataille navale (As You Were)
9. L'Amulette du Pharaon perdu (On the Fence)
10. L'Entrée des masques (Countdown)
11. Le Combat final (Checkmate)
12. À l'école des voleurs (Upper West Side Story)
13. Parano Street (Neighborhood Watch)
14. Le Stradivarius (Pulling Strings)
15. Le Yankee Stadium (Stealing Home)
16. Liberté chérie (Judgment Day)

### Quatrième saison (2012-2013)
Le 27 août 2011, la chaîne a renouvelé la série pour une quatrième saison de seize épisodes. Elle a été diffusée du 10 juillet 2012 au 5 mars 2013 sur USA Network, aux États-Unis.
1. Ennemi public no 1, première partie (Wanted)
2. Ennemi public no 1, deuxième partie (Most Wanted)
3. Les diamants ne sont pas éternels (Diminishing Returns)
4. Le Faucon maltais (Parting Shots)
5. Arnaque à tiroirs (Honor Among Thieves)
6. Nos ancêtres les espions (Identity Crisis)
7. Peu importe le flacon… (Compromising Positions)
8. Adieu Aphrodite (Ancient History)
9. Opération coup de poing (Gloves Off)
10. La Preuve par le sang (Vested Interest)
11. De père en fils (Family Business)
12. L’Énigme et la Clé (Brass Tacks)
13. Sur un air de jazz (Empire City)
14. Décrocher la lune (Shoot the Moon)
15. Faussaire contre Faussaire (The Original)
16. Le Secret de l'Empire State Building (In the Wind)

Source des titres FR

### Cinquième saison (2013-2014)
Le 25 septembre 2012, la série a été renouvelée pour une cinquième saison de seize épisodes. Plus tard, elle est réduite à treize épisodes. Elle a été diffusée du 17 octobre 2013 au 30 janvier 2014 sur USA Network, aux États-Unis.
1. Retour de flamme (At What Price)
2. Alias Mozzie (Out of the Frying Pan)
3. Le Codex de Mosconi (One Last Stakeout)
4. Esprits sous contrôle (Controlling Interest)
5. Dans la peau d'un autre (Master Plan)
6. Duel de glace (Ice Breaker)
7. Le Facteur ex (Quantico Closure)
8. Un dinosaure à New York (Digging Deeper)
9. Le Secret du vitrail (No Good Deed)
10. L'Inconnu du no 3 (Live Feed)
11. Touché en plein cœur (Shot Through the Heart)
12. La Bourse aux voleurs (Taking Stock)
13. À la poursuite du diamant bleu (Diamond Exchange)

Source des titres FR,

### Sixième saison (2014)
Le 21 mars 2014, la série a été renouvelée pour une sixième et dernière saison de six épisodes. Elle a été diffusée du 6 novembre 2014 au 18 décembre 2014 sur USA Network, aux États-Unis.
1. Les Pink Panthers (Borrowed Time)
2. Noir marché (Return to Sender)
3. Exodus (Uncontrolled Variables)
4. La Belle Arnaqueuse (All's Fair)
5. Trouver la taupe (Whack-a-Mole)
6. Au revoir (Au Revoir)